# Noctua tirrenica
Noctua tirrenica là một loài bướm đêm trong họ Noctuidae.